# Amerila invidua
Amerila invidua är en fjärilsart som beskrevs av George Thomas Bethune-Baker. Amerila invidua ingår i släktet Amerila och familjen björnspinnare. Inga underarter finns listade i Catalogue of Life.